# Скульптура Лоренцо Медичи
«Лоренцо II Медичи» (итал. Lorenzo de' Medici duca di Urbino) — мраморная статуя, изображающая Лоренцо II Медичи, герцога Урбинского, созданная Микеланджело в течение 1526—1534 гг. Статуя входит в композицию надгробия Лоренцо II Медичи в капелле Медичи.
Ещё при жизни Микеланджело статую назвали «il pensieroso» — «созерцательной».

## История создания
Новая сакристия (ризница) была задумана как мемориальная капелла Джулиано Медичи, брата римского папы Льва, и Лоренцо, его племянника, которые умерли молодыми. Это был замысел Льва X, но заказчиком стал папа Климент VII, другой член семьи Медичи, который активно поддерживал этот проект.
Микеланджело работал над статуей в 1524—1534 гг. По Эрпелю, статуя была почти готова в марте 1526, а окончательно статуя была доработана в 1534. По Вазари, Микеланджело установил в нишах статуи военачальников («Лоренцо» и «Джулиано») ещё до отъезда в Рим[а].

## Описание
Скульптура не является портретом, а выступает идеализацией, которая придаёт «величия». «Лоренцо» изображён в глубокой задумчивости. Его поза очень расслаблена и ленива — левая рука подпирает голову, а правая — небрежно опирается на правое бедро, ладонью наружу. Левый локоть военачальника опирается на копилку, украшенную головой фантастического зверя, а в руке зажат кошелёк[б]. На голове у «Лоренцо» — зооморфологический шлем, который затеняет его лицо, и, как отмечает Гиббард, это может намекать на то, что герцог умер сумасшедшим. Лазарев трактовал эту тень как подчёркивание тяжести размышлений герцога. Статуя, в частности голова, несколько менее завершена, чем «Джулиано». Глаза скульптуры не имеют зрачков, как и остальные статуи капеллы.
Вазари эту статую описывал так:
(…) задумчивый — это герцог Лоренцо, с умным лицом и такими красивыми ногами, что лучших и не увидишь
По Либману, «Лоренцо» «находится в состоянии глубокого оцепенения. Он далёк от мирской суеты и живет себе своей жизнью». Лазарев подчёркивал чрезвычайное благородство фигуры «Лоренцо» и писал, что указательный палец левой руки, приподнятый к губам «символизирует молчание».

## Образ в искусстве
В биографическом романе Ирвинга Стоуна «Муки и радости» (1961) написано, что Микеланджело вырезал:

«(…) статую молодого „Лоренцо“ для ниши над „Утром“ и „Вечером“, мысля архитектонически, делая эту созерцательную фигуру статичной, скованной, замкнутой, полностью погруженной в собственный мир»
Оригинальный текст (англ.)(…) he carved the statue of young Lorenzo for the niche above Dawn and Dusk, using an architectonic approach, designing this figure of contemplation to be static, tight, withdrawn, involved in its own interior brooding (…)